# 鄧肯 (內布拉斯加州)
鄧肯（英語：Duncan）是位於美國內布拉斯加州普拉特縣的村。

## 人口
根據2020年美國人口普查的數據，鄧肯的面積為1.21平方千米，皆為陸地。當地共有人口392人，而人口密度為每平方千米324人。